# Théorème de Strassen
Le théorème de Strassen est un résultat établi en 1964 par V. Strassen qui a permis l'introduction de l'approximation forte. Il s'appuie sur le théorème de Skorokhod et affirme que sous réserve que les variables aléatoires admettent un moment d'ordre deux, on peut approcher sur un autre espace de probabilité la somme partielle de variables aléatoires réelles indépendantes, identiquement distribuées (i.i.d.) centrées et réduites à un mouvement brownien avec une borne en {\displaystyle {\sqrt {n\log \log n}}}.

## Énoncé
Soient {\displaystyle X_{1},\dots ,X_{n}} des variables aléatoires réelles i.i.d. centrées et réduites et on note {\displaystyle S_{n}=\sum _{i=1}^{n}X_{i}} la somme partielle de ces variables aléatoires. Alors il existe un espace de probabilité, un mouvement brownien {\displaystyle (B_{t})_{t\geq 0}}, des copies {\displaystyle {\widetilde {X}}_{1},\dots ,{\widetilde {X}}_{n}} de {\displaystyle X_{1},\dots ,X_{n}} définies sur cet espace et vérifiant
où {\displaystyle {\widetilde {S}}_{n}=\sum _{i=1}^{n}{\widetilde {X}}_{i}.}
Ce résultat est une conséquence du théorème de Skorokhod.

## Optimalité
La borne proposée par Strassen est la meilleure que l'on puisse obtenir sans hypothèses supplémentaires sur la suite des {\displaystyle X_{n}}. En effet, pour toute suite de réels {\displaystyle (a_{n})_{n\in \mathbb {N} }} vérifiant {\displaystyle \lim _{n\to +\infty }a_{n}=+\infty }, il existe une suite de variables {\displaystyle (X_{n})_{n\in \mathbb {N} ^{*}}} i.i.d. centrées et réduites telle que pour tout mouvement brownien {\displaystyle (B_{t})_{t\geq 0}} on ait
Malgré le fait que ce soit un résultat fort, le théorème de Strassen ne propose pas une borne suffisamment faible pour démontrer des résultats comme le théorème de Donsker. C'est en 1975 qu'apparaît une meilleure approximation de cette somme partielle par un mouvement brownien, appelée approximation KMT. Sous l'hypothèse plus forte que la fonction génératrice des moments de {\displaystyle X_{1}} existe sur un voisinage de 0 alors on a l'approximation,